# Tornowshof
Tornowshof ist ein Wohnplatz der Hansestadt Osterburg (Altmark) im Landkreis Stendal in Sachsen-Anhalt.

## Geographie
Der Tornowshof liegt 800 Meter südöstlich von Dobbrun in der Gemarkung Dobbrun, gehört aber zum etwa vier Kilometer nordöstlich gelegenen Osterburg.

## Geschichte
Im Jahre 1744 nutzte der Lehnbauer Falke in Seehausen einen Bauernhof in Horst. 1833 hieß der Hof Horst in Dobbrun. Auf dem Urmesstischblatt von 1843 ist der Ort als Die Horst/Nicolaus Falk aus Dobbrun beschriftet, auf dem Messtischblatt von 1873 als Die Horst. Bis zum Jahre 1997 wurde der Ort dann auf Karten und in Verzeichnissen nicht mehr namentlich genannt. Auf dem Messtischblatt 3136 Seehausen [Altmark] von 1997 ist an der Stelle der Tornowshof eingezeichnet. Im Jahre 2003 auf der digitalen Karte der Top50-CD Sachsen-Anhalt Tornowshof, so auch im Jahre 2008 im Verzeichnis Gemeinden und Gemeindeteile.
Im Ortsteilverzeichnis des Landes Sachsen-Anhalt von 2006 heißt der Ort abweichend Tornow Hof, so auch im Ortsnamensverzeichnis der Top50.
Die Historiker Peter P. Rohrlach schreibt: „Der Hof ist wohl identisch mit dem Freihof unter Dobbrun“. Er verweist auf die Angaben von Friedrich Wilhelm August Bratring und merkt an, dass der Hof nach 1833 nicht als besonderer Wohnplatz ausgewiesen war.

### Eingemeindungen
Aus Messtischblättern ist ersichtlich, dass der Hof früher zur Gemeinde Dobbrun gehörte, die 1993 nach Osterburg eingemeindet wurde. Wahrscheinlich wurde der Hof 1993 dem Ortsteil Osterburg der Stadt Osterburg zugeordnet.